# 巨殁龙属
巨殁龍（學名：Megapnosaurus）原名“合踝龙”（Syntarsus），是腔骨龍科的一屬恐龍，生存於侏儸紀早期。由於牠的學名已由一種鞘翅目的昆蟲所有，故在2001年被三位昆蟲學家更名為巨殁龍（意為「大死亡蜥蜴」）。但是一些古生物學家並不喜歡這個名字，而這兩個名稱亦有使用。某些早期重建圖，將巨殁龍畫成有羽毛恐龍，但實際上巨殁龍與其近親可能都沒有羽毛。
巨殁龍幾乎與腔骨龍完全一樣。葛瑞格利·保羅（Gregory S. Paul）於1993年曾建議將巨殁龍與腔骨龍合併。在2005年，亞當·耶茨（Adam Yates）提出巨殁龍可能是腔骨龍的異名。於2004年，Michael A. Raath在兩份論文中質疑巨殁龍是腔骨龍的異名的說法，他同時也使用原有的學名。

## 敘述

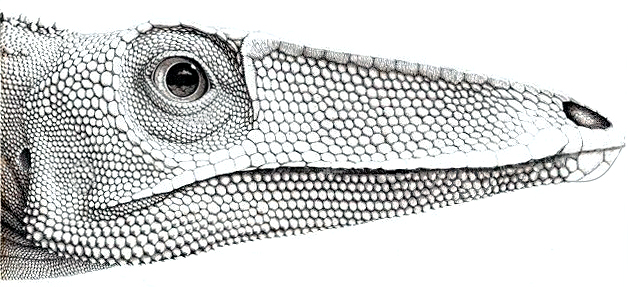
合踝龍的頭部側面

合踝龍由鼻端至尾巴長約3米，重約32公斤。在津巴布韋的化石層中，就發現了30個合踝龍標本，故古生物學家認為牠是群體狩獵的。合踝龍的眾多化石，分別來自於侏羅紀早期的不同年代地層：赫塘階、錫內穆階、普林斯巴赫階，這意味者合踝龍與其近親是群高度繁盛的族群。
合踝龍是一類從其祖先的生活環境（可能是南美洲）擴展至世界各地的例子。這類小型的獵食者與早期的恐龍有同樣的特徵，由於在非洲及美國西南部發現其蹤跡，估計牠們在盤古大陸時期就已經由一大洲遷徙至另一大洲。非洲及美國標本的差異是在種層面，這都支持了這種遷移的說法。2004年，兩批發現於中國雲南昆明祿豐組地層，分別屬於前肢與後腳的化石被初步鑑定為大殁龍屬相似種（cf. Megapnosaurus sp.），更進一步提供合踝龍為泛大陸生物的可能證據。
羅德西亞合踝龍（S. rhodesiensis）的化石有將近30個標本。北美洲的卡岩塔大殁龍（M. kayentakatae）只有一個小冠飾，且顯示有演化至較大腔骨龍科的跡象（如雙脊龍）。就像雙脊龍，這兩個物種都是屬於角鼻龍下目及腔骨龍超科。但近年來，腔骨龍超科是否屬於角鼻龍下目有許多爭議，大部分研究認為兩者是分開演化的。牠們的前上頜骨及上頜骨之間有一個弱的關節，形成了一個往下彎的鉤狀上頜。由於有研究指出牠的骨頭結構及前方牙齒較弱，難以咬死及緊纏獵物，所以早期的假說認為牠是食腐動物。
根據化石的年齡鑑定，合踝龍死亡時的平均年齡為7歲。
在2011年，科學家比較合踝龍、現代鳥類與爬行動物的鞏膜環大小，提出合踝龍可能屬於無定時活躍性的動物，覓食、移動行為跟白天黑夜沒有正相關，只休息短暫時間。
在津巴布維合踝龍的化石裡，曾發現脛骨、蹠骨的骨折癒合痕跡。另一個標本的第二薦部肋骨的骨壁有不對稱性，這可能導因於生長時的病變，當所屬群體數量多時較容易發生生長病變，因此可以間接透露該動物的生長環境狀況。

## 大眾文化
在探索頻道的電視節目《恐龍紀元》（When Dinosaurs Roamed America）中，一隻雙脊龍將一隻近蜥龍殺死，並嚇走一群合踝龍。

## 外部連結
- 恐龍博物館──合踝龍